# Uliodon ferrugineus
Uliodon ferrugineus là một loài nhện trong họ Zoropsidae.
Loài này thuộc chi Uliodon. Uliodon ferrugineus được miêu tả năm 1873 bởi L. Koch.